# Antodice chiapasensis
Antodice chiapasensis là một loài bọ cánh cứng trong họ Cerambycidae.